# Kufukaf A
Kufukaf A ("Kufu ga je podigao") bio je princ drevnoga Egipta, a živio je tijekom 4. dinastije. Po zanimanju je bio vezir. Imao je naslov "kraljev sin od njegova tijela". Bio je sin faraona Kufua i kraljice Henutsen, koja je bila Kufuova polusestra. Imao je dvojicu starije braće - Minkafa i Kafru; ovaj drugi je postao faraon te je preko njega Kufukaf bio stric faraona Menkaure. Kufukaf je imao i mnogo polubraće i nekoliko polusestara, od kojih je najpoznatija kraljica Heteferes II.
Kufukaf je oženio Nefertkau B, koja mu je možda bila polusestra. Supružnici su pokopani u mastabi G 7130-7140 u Gizi. Djeca Kufukafa i Nefertkau:
- Uetka,
- Iuenka,
- kćer.

Kufukaf je u grobnici prikazan sa svojom obitelji - majkom, suprugom i djecom. Zanimljiv je prikaz njega i njegove majke Henutsen, koja je prikazana odjevena u posebnu haljinu.

## Vanjske poveznice
|  | Zajednički poslužitelj ima još gradiva o temi Kufukaf A |